# السنبلاوين (مركز)
مركز السنبلاوين مركز إداري مصري. يقع في محافظة الدقهلية الواقعة في جمهورية مصر العربية. القاعدة الإدارية للمركز هي مدينة السنبلاوين. رئيس المدينة ومركزها هو عماد الدكروري منذ تعينيه في مارس 2025.

## التاريخ

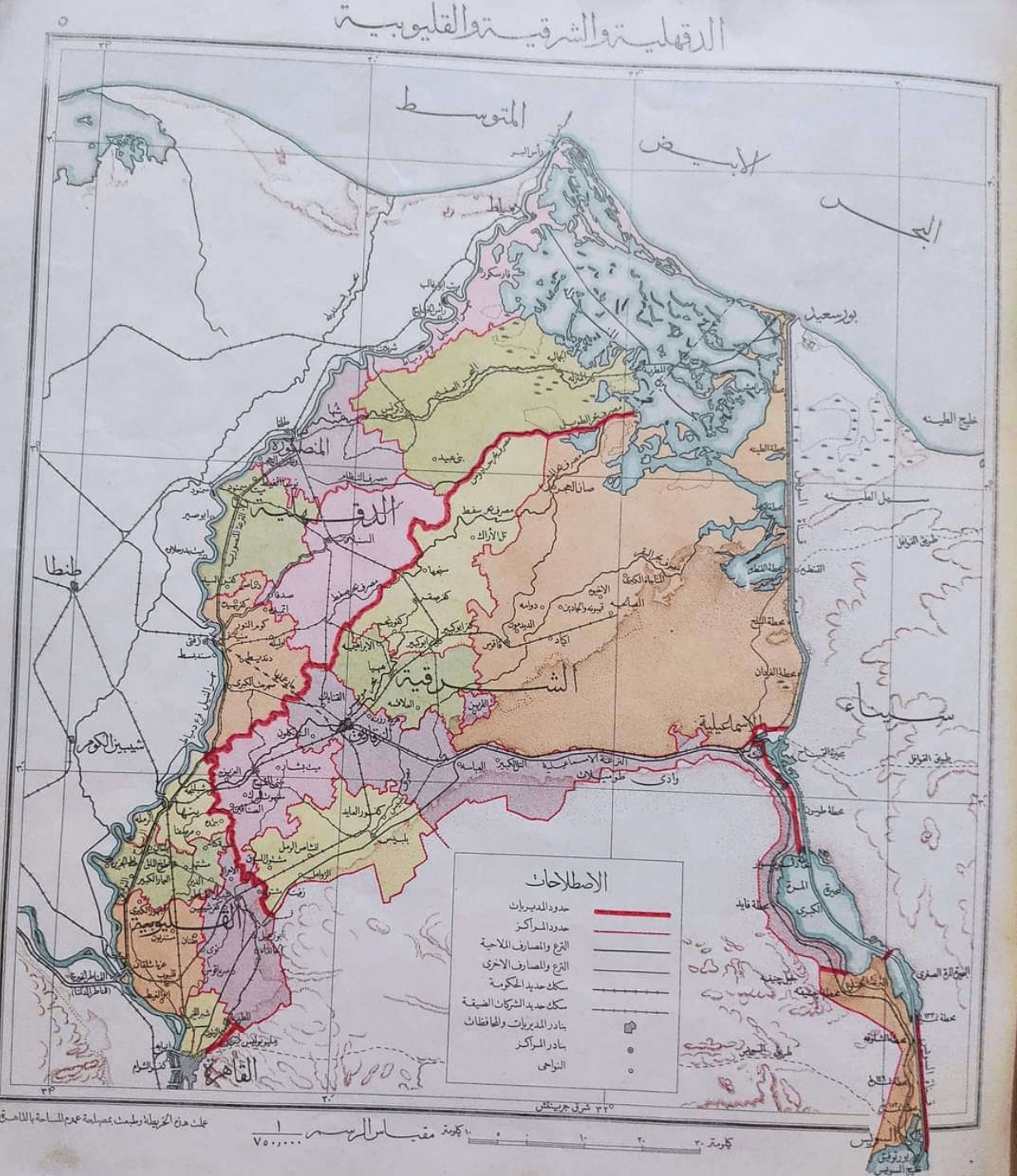
خريطة تظهر المركز باللون الوردي في عام 1914

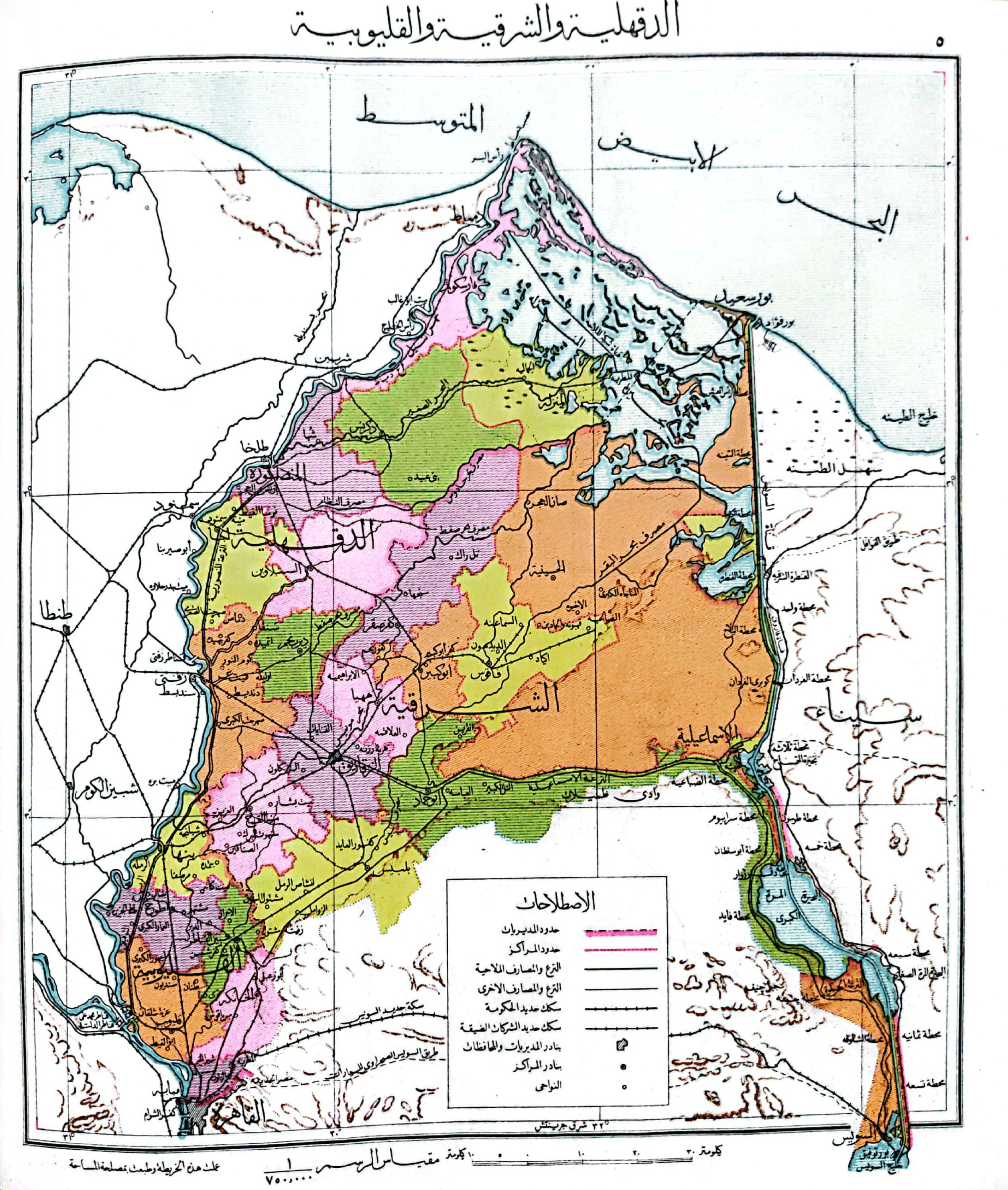
خريطة للمركز في عام 1951 بعد اقتطاع مركز ديرب نجم منه

أنشئ قسم السنبلاوين في سنة 1828 وجعل في اختصاصه 120 بلدة من بلاد الدقهلية، ثم تغيّر الاسم إلى مركز السنبلاوين في عام 1871، واشتمل حينئذ على 70 قرية فقط. وفي عام 1942م، فُصلت 29 قرية عن المركز لتشكل مركز ديرب نجم. أما اليوم فعدد قرى المركز 67 قرية.

## السكان
بلغ عدد سكان المركز 615,140 نسمة في تقدير يوليو 2024 أغلبهم ريفيون (باستثناء سكان مدينة السنبلاوين 126,645 نسمة)، عدد الرجال منهم 310,517 والنساء 304,623 نسمة. كان عدد سكان المركز 565,808 نسمة في تعداد 2017.
| السنة | عدد السكان | السنة | عدد السكان |
| ----- | ---------- | ----- | ---------- |
| 1882  | 137,451    | 1976  | 323,734    |
| 1897  | 145,061    | 1986  | 406,849    |
| 1907  | 145,061    | 1996  | 368,643    |
| 1917  | 163,761    | 2006  | 443,285    |
| 1927  | 181,161    | 2017  | 565,808    |
| 1947  | 160,935    | 2024  | 615,140    |
| 1960  | 221,557    | —     | —          |